# R136a2
R136a2とは、大マゼラン雲のタランチュラ星雲の中心近くにある散開星団「R136」にある恒星で、ウォルフ・ライエ星である。
195太陽質量、430万太陽光度、これは知られている星の中で最も大質量かつ最も明るいものの1つである。
絶対等級は全輻射で-12.0であるが、可視光のみだと-7.52である。これは、高温のために可視光ではなく紫外線として放出されるためである。

## 発見
1960年、プレトリアのラドクリフ天文台の天文学者のグループは、大マゼラン雲の明るい星のスペクトルと明るさを体系的に計測した。